# Psychrophrynella kempffi
Psychrophrynella kempffi är en groddjursart som först beskrevs av De la Riva 1992.  Psychrophrynella kempffi ingår i släktet Psychrophrynella och familjen Strabomantidae. IUCN kategoriserar arten globalt som sårbar. Inga underarter finns listade i Catalogue of Life.